# Nowa Wola Niechcicka
Nowa Wola Niechcicka (dawn. Wola Niechcicka Nowa) – nazwa zniesiona, przed zniesieniem wieś w Polsce, położona w województwie łódzkim, w powiecie piotrkowskim, w gminie Rozprza.
Przed zniesieniem wieś miała nadany identyfikator SIMC 0550657. Teren byłej wsi po zniesieniu włączono do Niechcic. Rozpościera się w okolicy ulic Różanej, Przedborskiej i Częstochowskiej, na południe od centrum Niechcic.
19 X 1933 utworzono gromadę Wola Niechcicka Nowa w gminie Rozprza. Jesienią weszła w skład nowo utworzonej gromady Niechcice
W latach 1975–1998 miejscowość administracyjnie należała do województwa piotrkowskiego.
Do 2006 r. istniały: osada Niechcice i wieś Nowa Wola Niechcicka. Wg rozporządzenia zmieniono rodzaj Niechcic na wieś, a nazwa wsi Nowa Wola Niechcicka została zmieniona na Niechcice. Zmiana ta skutkowała zniesieniem miejscowości Nowa Wola Niechcicka.